# Chien des buissons aux oreilles courtes
Atelocynus microtis
Genre
Espèce
Statut de conservation UICN

 NT  : Quasi menacé
Répartition géographique
Le genre Atelocynus ne comprend qu'une espèce : Atelocynus microtis, le chien des buissons aux oreilles courtes ou Renard à petites oreilles,.
On ne connaît pratiquement rien de ce renard actif la nuit qui vit dans les immenses forêts tropicales de bassin de l'Amazone, au Brésil, au Pérou, en Équateur et en Colombie. 

## Alimentation
Il se nourrit d'insectes, de petits mammifères, de poissons, de grenouilles, de serpents et de fruits sauvages.
Une étude menée à la station biologique de Cocha Cashu (Pérou) a montré les proportions de chaque type de nourriture dans l'alimentation de ce canidé. Les résultats sont : poisson 28 %, insectes 17 %, petits mammifères 13 %, fruits 10 %, oiseaux 10 %, crabes 10 %, batraciens 4 %, reptiles 3 %. 

## Morphologie
Les canines dépassent lorsque la bouche est fermée. Son pelage est court et raide, et brun ou noirâtre, laissant place à un rouge-brun terne sur le dessous. Il a aussi une bande sombre en haut du dos et la queue, et une zone de couleur claire sur la face inférieure de la base de la queue.
Sa longueur est de 72 à 100 cm et sa queue mesure de 25 à 35 cm. Les femelles sont un tiers plus grandes que les mâles.

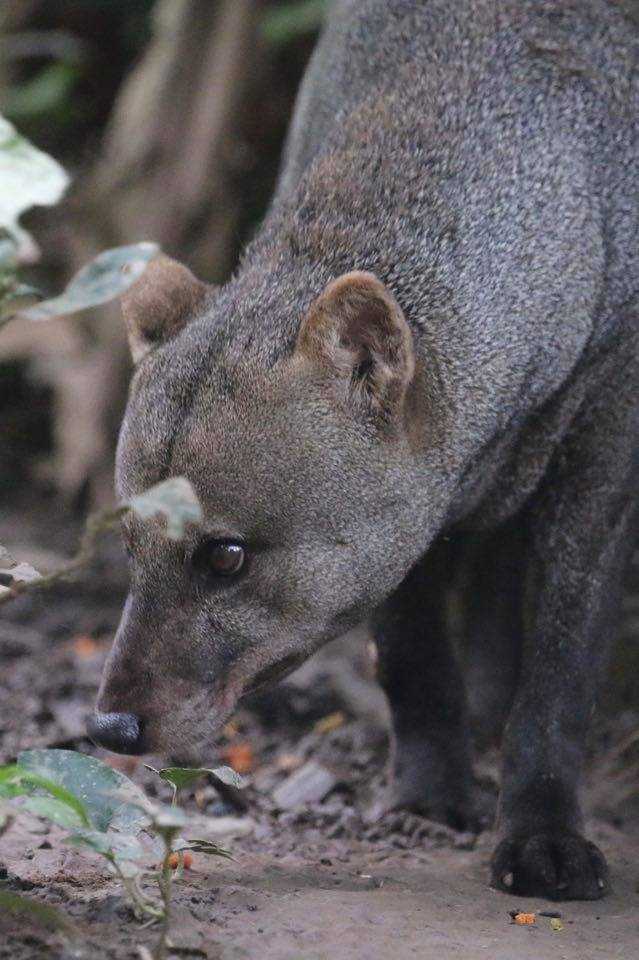
Face d'Atelocynus microtis

Son poids est de 9 à 10 kilogrammes.

## Reproduction et comportement
Cette espèce dispose de certains traits de comportements uniques par rapport aux autres canidés. Le mâle, en période d'excitation sexuelle, produit des sécrétions à l'aide d'une glande située à la base de la queue. Cet animal a un mode de vie solitaire dans des zones de forêt denses ; il évite le contact avec les êtres humains dans son milieu naturel.
L'espérance de vie et la période de gestation sont inconnues mais les scientifiques pensent que la maturité sexuelle est atteinte à l'âge d'un an.

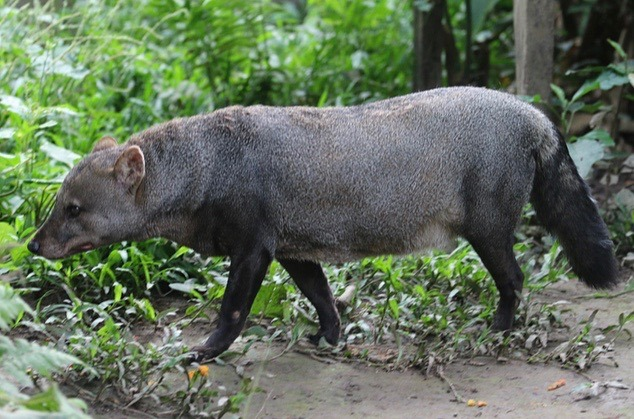
Chien des buissons, Atelocynus microtis